# مفلح العدوان
مفلح فلاح عبد العدوان قاص وروائي وكاتب مسرح وسيناريو وصحفي أردني، ولد في مدينة الزرقاء عام 1966. حصل على شهادة البكالوريوس في الهندسة الكيميائية من الجامعة الأردنية عام 1990، ثم انتقل إلى العاصمة عمان ليبدأ تجربته الإبداعية وحياته العملية.

## العمل
كاتب مسرح وقصة ورواية وصحفي، نُشر له في القصة "الرحى"، و"موت عزرائيل"، و"الدواج"، و"موت لا أعرف شعائره"، وشجرة فوق رأس". وفي الرواية "العتبات". وكتب في المسرح "ظلال القرى" و"عشيات حلم"، حيث فازت الأخيرة بجائزة الشارقة للإبداع المسرحي عام 2001م، و"آدم وحيداً" (مونودراما)، و"بلا عنوان"، و"سجون"، و "تغريبة ابن سيرين" (مونودراما)، وحارس النبوءة.
يعكف منذ عام 2005م بكتابة مشروع موسوعة القرية الأردنية (بوح القرى)، حيث أنجز منها المجلدين الأول والثاني، وله كتاب في البلدانيات هو «عمان الذاكرة».
فاز بعدة جوائز عربية وعالمية، هي جائزة محمود تيمور للقصة القصيرة من المجلس الأعلى للثقافة في مصر عام 1994م، وجائزة الشارقة للإبداع المسرحي 2001م، وجائزة اليونسكو للكتابة الإبداعية 2001م.

## الخبرات العملية[2]
- من 1/1/2008 رئيس وحدة الشؤون الثقافية في الديوان الملكي الهاشمي - الأردن.
- من عام 1990 كاتب في الصفحات الثقافية في جريدة الرأي - الأردن.
- من عام 2005 كاتب صفحة بوح القرى - موسوعة القرية الأردنية - جريدة الرأي - الأردن.
- من عام 1995 إلى 2002، مسؤول صندوق دعم البحث العلمي في المجلس الأعلى للعلوم والتكنولوجيا -الأردن.
- من عام 1990 إلى عام 1995 - مهندس في شركة مناجم الفوسفات الأردنية.

## الإصدارات المطبوعة
- الرحى - مجموعة قصصية – عام 1994 – منشورات دار أزمنة - عمان
- الدواج– مجموعة قصصية – ط1/ عام 1996 – منشورات اتحاد الكتاب العرب - دمشق.
- الدواج– مجموعة قصصية –ط2/ عام 2012 – منشورات دار ورد/ عمان.
- عمان الذاكرة – نصوص نثرية – ط1/ 1999 – منشورات أمانة عمان
- عمان الذاكرة - نصوص نثرية- ط2/ 2007 م – وزارة الثقافة/ الأردن- منشورات مكتبة الأسرة/مهرجان القراءة للجميع.
- موت عزرائيل – مجموعة قصصية – 2000 – منشورات المؤسسة العربية للنشر والدراسات - بيروت.
- عشيات حلم – مسرحية – 2001 – منشورات دائرة الثقافة - الشارقة.
- موت لا أعرف شعائره – مجموعة قصصية – منشورات دار ميريت للنشر - القاهرة - 2004.
- موت لا أعرف شعائره - مجموعة قصصية – منشورات دار أزمنة للنشر - عَمان – 2004 .
- ظلال القرى وآدم وحيداً (مسرحيتان) - منشورات أمانة عمان الكبرى - عمان-2006.
- موسوعة القرية الأردنية/بوح القرى/ الجزء الأول - منشورات مركز الرأي للدراسات والأبحاث- عمان -الأردن-2008م.
- شجرة فوق رأس - مجموعة قصصية - منشورات أمانة عمان الكبرى -الأردن- 2009م.
- موسوعة القرية الأردنية/بوح القرى/ الجزء الثاني - منشورات مركز الرأي للدراسات والأبحاث- عمان/الأردن-2010م.
- معان وقراها/ بلدانيات - منشورات وزارة الثقافة - 2012م.
- العتبات – رواية - الدار الأهلية للنشر/ عمان- 2013م.
- رسالة ماجستير تناولت هذه الأعمال بعد ترجمة 15 قصة إلى اللغة البولندية، وحصلت الطالبة البولندية ماريا قاسينيكا في جامعة كراكو في بولندا على درجة الماجستير بعد مناقشة الرسالة في عام 2002.

## مخطوطات
- مسرحية «بلا عنوان»، تمت كتابتها بمناسبة احتفالية القدس عاصمة الثقافة العربية عام 2009م، وتمت مسرحتها، وعُرضت في عدة مهرجانات عربية.
- مسرحية «سجون»، كتبت عام 2010م، وتمت مسرحتها، وعُرضت على المسرح الثقافي الملكي في بداية شهر نيسان/2010م.
- كتاب «نقوش»، مجموعة كتابات سردية وجدانية.
- مونودراما «تغريبة ابن سيرين».

## الجوائز[3]
الجوائز:
- جائزة محمود تيمور للقصة على مستوى مصر والوطن العربي من المجلس الأعلى للثقافة في مصر / المرتبة الأولى / عن مجموعة الرحى – 1995 .
- الميدالية الفضية من مهرجان القاهرة للإذاعة والتلفزيون عن برامج المنوعات / عن برنامج «نقوش الليل» عام 1997 .
-شهادة تقدير من مهرجان الرواد الأول في القاهرة / 1999 / جامعة الدول العربية.
-جائزة اليونسكو للكتابه الإبداعيه / فرنسا – 2001 .
-جائزة الشارقه للإبداع في مجال المسرح – المرتبة الثالثة (الشارقة – الإمارات العربيه المتحدة) – 2001 .
-فاز النص المسرحي تغريبة ابن سيرين/ مونودراما، ضمن العشرة نصوص الأولى في مسابقة المونودراما الدولية/ الفجيرة.

## مشاركات في المجال الصحفي
- مشاركات في المجال الصحفي:

-النشر منذ عام 1990 وحتى الآن في معظم الصحف الأردنية والعربية.
-الكتابة في جريدة الرأي منذ عام 1990 في الصفحات الثقافية.
-كتابة وتصوير صفحة «بوح القرى» في جريدة الرأي، منذ عام 2005م، وهذه الصفحة تؤرّخ للقرى الأردنية، كجزء من مشروع موسوعة القرية الأردنية.
-عضو الهيئة العليا لمجلة منبر الأمة الحر/عمان-الأردن/2008م-2010م
-رئيس تحرير نشرة فضاء المسرح «يومية مهرجان المسرح الأردني الثاني عشر-الدورة العربية الرابعة-2004».
- رئيس تحرير نشرة فضاء المسرح «يومية مهرجان المسرح الأردني الثاني عشر-الدورة العربية الرابعة-2005».
-عضو هيئة تحرير مجلة الفنون الصادرة عن وزارة الثقافة في الأردن، منذ عام 2006م..
-عضو هيئة تحرير نشرة الموسم«يومية الموسم الثقافي الأردني الأول –نقابة القنانين الأردنيين-2000»

## مشاركات في المسرح
- مشاركات في المسرح:

-عرضت مسرحية «ظلال القرى» في الجامعة الأمريكية اللبنانية من خلال قسم المسرح في بيروت عام 1996(المخرجة جهينة رزوق وأداء مجموعة من طلاب قسم المسرح في الجامعة، والمشرف هو الدكتور المسرحي زياد أبو عبسي).
- عرضت مسرحية ظلال القرى في مهرجان المسرح الأردني السابع/ عمان 2002 .(سينوغرافيا واخراج الفنان عبد الكريم الجراح/ دراماتورج: مظفر الطيب/ تمثيل: نزيره أديب: العرافة، تحسين خوالده: الشيخ، مرعي الشوابكه: أبرهه، علاء الجمل: ميشع، ومجموعة راقصين منهم: محمد عوض، سمير إبراهيم، دالي ولسون).
-عرضت مسرحية ظلال القرى في مهرجان القاهرة الدولي للمسرح التجريبي/ الدورة الخامسة عشرة عام 2003 في مصر. (سينوغرافيا واخراج الفنان عبد الكريم الجراح/ دراماتورج: مظفر الطيب/ تمثيل: نزيره أديب: العرافة، تحسين خوالده: الشيخ، مرعي الشوابكه: أبرهه، علاء الجمل: ميشع، ومجموعة راقصين منهم: محمد عوض، سمير إبراهيم، دالي ولسون).
-عرضت مسرحية مونودراما «آدم لوحده» أو «آدم وحيدا» في موسم وزارة الثقافة للمسرح في عامي 1997م و 1998م. (إخراج: نبيل الخطيب. تمثيل: الفنان ياسر المصري. موسيقى: وليد الهشيم. ديكور: نادر عمران. إضاءة: نبيل الخطيب).
-عرضت مسرحية مونودراما «آدم لوحده» أو«آدم وحيدا» في مهرجان المسرح الجامعي الدولي في كازابلانكا/ المغرب عام 1997م. (إخراج: نبيل الخطيب. تمثيل: الفنان ياسر المصري. موسيقى: وليد الهشيم. ديكور: نادر عمران. إضاءة: نبيل الخطيب).
- عرضت مسرحية مونودراما «آدم لوحده» أو«آدم وحيدا» في مهرجان سيزيريا في كييف عام 1998م. (إخراج: نبيل الخطيب. تمثيل: الفنان ياسر المصري. موسيقى: وليد الهشيم. ديكور: نادر عمران. إضاءة: نبيل الخطيب).
-عرضت مسرحية مونودراما «آدم وحيدا» في مهرجان المسرح الأردني 2009م، إخراج د.فراس الريموني.
- عرضت مسرحية «عشيات حلم» على مسرح كلية الفنون في جامعة اليرموك في الأردن، ضمن مهرجان اربد المسرحي الأول في منتصف كانون أول 2007م.(سينوغرافيا واخراج: الدكتور محمد خير الرفاعي، وأداء مجموعة من طلبة كلية الفنون في جامعة اليرموك/ الأردن).
-مشاركة في فعاليات مسرح غواديلوب الوطني«ارتشيل» في فرنسا، من خلال نص مسرحي عنوانه«من ينقذ الغريق» تمت ترجمته إلى الفرنسية وعرضه ضمن فعاليات عنوانها«ضد من نتمرد اليوم؟».
- عرضت مسرحية «بلا عنوان» في افتتاح فعاليات القدس عاصمة للثقافة العربية في الأردن/ عمان/ 2009م، المركز الثقافي الملكي/عمان (سيناريو وسينوغرافيا واخراج الفنانة مجد القصص، موسيقى وليد الهشيم، تصميم الرقصات دينا أبو حمدان، وأداء مجموعة من الممثلين والراقصين).
- عرضت مسرحية «بلا عنوان» في مهرجان القاهرة للمسرح التجريبي/الدورة 23، عام 2009م، ودخلت المسابقة لهذه الدورة. (سيناريو وسينوغرافيا واخراج الفنانة مجد القصص، موسيقى وليد الهشيم، تصميم الرقصات دينا أبو حمدان، وأداء مجموعة من الممثلين والراقصين).
- عرضت مسرحية «بلا عنوان» في أيام قرطاج المسرحية/تونس/2009م. (سيناريو وسينوغرافيا واخراج الفنانة مجد القصص، موسيقى وليد الهشيم، تصميم الرقصات دينا أبو حمدان، وأداء مجموعة من الممثلين والراقصين).
- عرضت مسرحية مونودراما آدم وحيدا، في مهرجان طقوس المسرحي/عمان/2009م (إخراج د.فراس الريموني/ فرقة طقوس المسرحية).
- عرضت مسرحية عشيات حلم في مهرجان المسرح الأردني/ الافتتاح/ 2011م.

## مشاركات في التلفزيون والإذاعة وكتابة الأفلام
- عرضت مسرحية عشيات حلم في مهرجان المسرح الأردني/ الافتتاح/ 2011م.
- مشاركات في التلفزيون والإذاعة وكتابة الأفلام الوثائقية:

-كاتب برنامج المنوعات «نقوش الليل» للقناة الأولى في التلفزيون الأردني في الفترة (1996 – 1998)، وتمت كتابته بحلقات مختلفة للإذاعة الأردنية خلال رمضان عام1999.
- معد برنامج «المقهى الثقافي» للقناة الفضائية في التلفزيون الأردني .
-معد برنامج«العمر كلّه» للقناة الفضائية في اتلفزيون الأردني.
-معد ومقدم برنامج " المنتدى المرئي لفضائية "راديو وتلفزيون العربART".
- معد برنامج " نادي الكتاب لفضائية "راديو وتلفزيون العربART".
-كاتب نص وسيناريو فيلم «عمان» / فيلم تسجيلي وثائقي عن عمان المكان والتاريخ والإنسان مدته نصف ساعة (لحساب أمانة عمان) من إخراج أحمد الفارس – عام 1997، وتم عرضه في مهرجان أيام عمان المسرحية .
-كاتب نص وسيناريو فيلم«المغطس» الذي أنتجه مركز المغطس الإعلامي وأخرجه إياد الخزور.
-كاتب فيلم طيور الأزرق الذي أنتجه التلفزيون الأردني.
-كتابة برنامج «بوح الأمكنة» للإذاعة ا لأردنية خلال دورات عام 2004.
- الكتابة، والإشراف على برنامج «بوح البادية» للتلفزيون الأردني، 2009/2010م.
-إعداد وكتابة أكثر من 40 فيلم وثائقي لمؤسسات رسمية وأهلية ولمشروعات مختلفة.

## الهيئات الثقافية والمهنية
- الهيئات الثقافية والمهنية:

-عضو رابطة الكُتّاب الأردنيين منذ عام 1994.
-عضو هيئة إدارية في رابطة الكتاب الأردنيين للدورة (2007-2009).
-عضو هيئة إدارية في رابطة الكتاب الأردنيين منذ عام 1997 / أمين لجنة العضوية وأمين اللجان الداخلية/في فترات متفاوتة حتى عام 2005 .
-عضو اتحاد الكتاب والأدباء العرب منذ عام 1994.
- عضو مؤسس فرع منظمة القلم الدولية في عمان/الأردن.
- عضو اللجنة الإدارية الأولى لفرع منظمة القلم الدولية في عمان/ الأردن
- عضو مؤسس في«بيت الأنباط» – الهيئة العربية للثقافة والتواصل الحضاري.
-نائب رئيس «بيت الأنباط-الهيئة العربية للثقافة والتواصل الحضاري» منذ عام 2005.
-عضو لجنة الإعلام البيئي في وزارة البيئة الأردنية 2003-2005.
-عضو في المنظمة العربية لحقوق الإنسان منذ عام 1996.
-عضو نقابة المهندسين الأردنيين منذ عام 1990.
-عضو مؤسس لإتحاد كتاب الإنترنت العرب.
-عضو الهيئة الإدارية لإتحاد كتاب الإنترنت العرب .منذ عام 2005 (أمين الصندوق).
- رئيس اتحاد كتاب الإنترنت العرب/ 2009م-2011م.
اللجان والمؤتمرات:
- عضو اللجنة العليا لمهرجان المسرح العربي الخامس/ 2012/ الهيئة العربية للمسرح/ الذي سيقام في عمان-الأردن.
-عضو في اللجنة العليا للموسم المسرحي، ومهرجان المسرح الأردني الدولي/ وزارة الثقافة/2010م.
-عضو في اللجنة العليا المنظمة للمؤتمر الثقافي الوطني/الجامعة الأردنية/2010م.
-المشاركة في ندوة «الثقافة العربية في ظل وسائل الاتصال الحديثة»/ مجلة العربي/الكويت/2010م.
-عضو في اللجنة العيا لكتابة تاريخ الأردن/ وزراة الثقافة/2009م.
-المشاركة في مؤتمر الإسكندرية الأول للثقافة الرقمية/ قصر التذوق/ الإسكندرية/ 2009م، ورقة بعنوان (اتحاد كتاب الإنترنت العرب.. ومستقبل الكتابة العربية).
-عضو في اللجنة الاستشارية العليا للمسرح/ وزارة الثقافة في الأردن/2005.
-عضو في لجنة قراءة نصوص الموسم المسرحي لوزارة الثقافة الأردنية 2005.
-عضو لجنة تحكيم لمسابقة الإنتاج الإبداعي للإطفال والتي تقيمها مؤسسة شومان بالتعاون في مؤسسة نور الحسين ومؤسسة اليونيسيف، للأعوام 2003,2002 ,2001.
-عضو اللجنة الإعلامية لمهرجان الفحيص للأعوام من 1998,1997,1996.
-المشاركة في ملتقى عمّان الثقافي 12(ثقافات الأمم: صراع أم تواصل)، وزارة الثقافة في الأردن، ورقة عنوانها«ميثولوجيا الأرض الواحدة: حوار الأسطورة، أسطورة الحوار».
-المشاركة في مهرجان عمان الثقافي الثاني الذي تنظمه أمانة عمان في الأردن، في الندوة المتخصصة التي عنوانها«مستقبل النص المسرحي- نص المؤلف، نص المخرج».
-المشاركة في ورشة الإبداع التي نظمتها الدائرة الثقافة والإعلام في الشارقة بعنوان«الأدب وإشكالية التجنيس»، وكانت المشاركة بورقة ضمن محور«السردية والنص السردي»-2002.
-المشاركة في الدورة التدريبية للمنظمات غير الحكومية«دورة سليمان الحديدي»، والتي ينظمها المعهد العربي لحوق الإنسان-1996.
-المشاركة في ندوة«الثقافة والمعلوماتية» التي نظّمتها وزارة الثقافة في الأردن، عام 2004، وعنوان الورقة «ثقافة الصورة..والتكنومثقف».